# Yang Kyung-won
Yang Kyung-won (en hangul, 양경원; hanja:  楊炅沅), es un actor de televisión, cine, teatro y modelo surcoreano.

## Biografía
Estudió en la Universidad Kookmin, de donde se graduó con una licenciatura en arquitectura.

## Carrera
Es miembro de la agencia HiSTORY D&C Entertainment (하이스토리 디앤씨).
En junio de 2019 se unió al elenco recurrente de la primera parte de la serie Arthdal Chronicles titulada Arthdal Chronicles Part 1: The Children of Prophecy, donde interpretó a Teo-dae, un fuerte guerrero de Wahan, quien es considerado como el próximo cazador experto después de Dal-sae (Shin Joo-hwan).
En diciembre del mismo año se unió al elenco recurrente de la serie Crash Landing on You, donde dio vida al soldado Pyo Chi-soo, un sargento mayor del ejército de Corea del Norte, hasta el final de la serie en febrero de 2020.
En febrero de 2021 se unió al elenco recurrente de la serie Vincenzo, donde interpretó a Lee Cheol-wook, un autoproclamado experto en artes marciales y propietario de una casa de empeño en el Geumga Plaza.
En noviembre del mismo año se unirá al elenco recurrente de la serie One Ordinary Day, donde dará vida a Park Doo-sik.
Ese mismo mes se confirmó que se había unido al elenco de la serie Big Mouse, donde interpretará a Gong Ji-hoon, el CEO del magnate de los medios de comunicación Geukdong Ilbo, así como el presidente del NR Forum. Tiene una gran inteligencia y sentido común.

## Filmografía

### Series de televisión
| Año     | Título                                                  | Personaje            | Notas                              | Ref.          |
| ------- | ------------------------------------------------------- | -------------------- | ---------------------------------- | ------------- |
| 2015    | Six Flying Dragons                                      | Ahn-won              |                                    |               |
| 2017    | The Liar and His Lover                                  | Kim-eun              |                                    |               |
| 2017    | Fight for My Way                                        | Cho-yun              | Aparición especial, ep. 16         |               |
| 2018    | Let's Eat 3                                             | Jang                 |                                    |               |
| 2018    | The Smile Has Left Your Eyes                            | Detective            | Aparición especial, ep. 16         |               |
| 2019    | Arthdal Chronicles Part 1: The Children of Prophecy     | Teo-dae              |                                    |               |
| 2019-20 | Aterrizaje de emergencia en tu corazón                  | Sargento Pyo Chi-soo |                                    | [ 10 ]        |
| 2020    | Aterrizaje de emergencia en tu corazón: año nuevo lunar | Sargento Pyo Chi-soo | 1 episodio                         |               |
| 2020    | ¡Hola y adiós, mamá!                                    | Guk-bong             | 6 episodios - (aparición especial) | [ 11 ]        |
| 2021    | Drama Stage Season 4 - "Deok Gu is Back"                | Cheon Deok-gu        | 1 episodio                         | [ 12 ]        |
| 2021    | Vincenzo                                                | Lee Cheol-wook       |                                    |               |
| 2021    | Vincenzo: Special                                       | Lee Cheol-wook       | 1 episodio                         |               |
| 2021    | One Ordinary Day                                        | Park Doo-sik         |                                    | [ 13 ]        |
| 2022    | Big Mouse                                               | Gong Ji-hoon         |                                    | [ 9 ]         |
| 2023-24 | De vuelta en Samdal-ri                                  | Jeon Dae-young       |                                    | [ 14 ] [ 15 ] |
| 2024    | Cautivar a un rey                                       | Yoo Hyun-bo          |                                    | [ 16 ]        |
| 2024    | The Judge from Hell                                     | Yang Seung-bin       | Aparición especial, ep. 5 y 6      | [ 17 ]        |

### Películas
| Año  | Título                     | Personaje         | Notas |
| ---- | -------------------------- | ----------------- | ----- |
| 2016 | SORI: Voice from the Heart | Agente del NIS #3 |       |

### Programas de variedades
| Año  | Título                                   | Notas                                        |
| ---- | ---------------------------------------- | -------------------------------------------- |
| 2020 | King of Mask Singer                      | (ep. #255-256) - concursó como "Don Quixote" |
| 2020 | Can I Take Your Order (Scent of the Sea) | 4 episodios - miembro                        |
| 2020 | Don’t Be Jealous                         | ep. #13 - invitado                           |
| 2020 | Soo Mi's Side Dishes                     | ep. #91 - invitado                           |

### Presentador
| Año  | Evento                                   | Notas                                             |
| ---- | ---------------------------------------- | ------------------------------------------------- |
| 2020 | 2020 Mnet Asian Music Awards (2020 MAMA) | co-presentador de categoría - junto a Park Ha-sun |

## Premios y nominaciones
| Año  | Premio                   | Categoría                     | Trabajo              | Resultado | Ref.          |
| ---- | ------------------------ | ----------------------------- | -------------------- | --------- | ------------- |
| 2019 | 56th Baeksang Arts Award | Mejor actor de reparto        | Crash Landing on You | Nominado  | [ 19 ]        |
| 2020 | 7th APAN Star Award      | Mejor actor de reparto        | Crash Landing on You | Nominado  |               |
| 2020 | Asia Model Award         | Premio Rising Star Male Actor | -                    | Ganador   | [ 20 ]        |
| 2022 | 13th Korea Drama Awards  | Mejor actor de reparto        | Big Mouse            | Nominado  | [ 21 ] [ 22 ] |